# Pablo Berazaluce
Pablo Antonio Berazaluce Maturana (Santiago, 1981) es un politólogo y político chileno, miembro del Partido Demócrata Cristiano (PDC). Se desempeñó como subsecretario de Pesca y Acuicultura durante el segundo gobierno de Michelle Bachelet, entre abril de 2017 y marzo de 2018.

## Familia y estudios
Nació en Santiago, en 1981, hijo del profesor Jorge Berazaluce Donoso y de Ximena Maturana Icaza.
En 2001, realizó sus estudios superiores en la carrera de ciencias políticas, con bachiller en ciencias sociales de la Universidad Diego Portales, egresando en 2006.
Se casó en 2011, en la comuna de Las Condes, con Valeria Saavedra Henríquez.

## Trayectoria profesional y política
Ha dedicado su carrera profesional a la gestión legislativa y al desarrollo de políticas públicas para el país.
Militante del Partido Demócrata Cristiano (PDC), durante el primer gobierno de Michelle Bachelet, en 2006, fungió como asesor de la División de Relaciones Políticas e Institucionales del Ministerio Secretaría General de la Presidencia (Segpres), siendo asesor de distintos proyectos de ley. Dejó esa función para ejercer como jefe de gabinete de la Dirección Nacional del Servicio Agrícola y Ganadero (SAG).
En 2010, se mantuvo en dicha responsabilidad durante el gobierno entrante de Sebastián Piñera, hasta su renuncia en 2011. Tras aquello fue socio y director de la empresa Conexxa Consultores, dedicada a la asesoría estratégica en asuntos públicos y gestión de crisis en el país, hasta marzo de 2014.
Posteriormente, bajo la segunda administración de la presidenta Michelle Bachelet, en abril de 2014 ejerció como coordinador legislativo del Ministerio de Economía, Fomento y Turismo; en esa labor coordinó el trabajo con el sector pesca y acuicultura, que permitió legislar iniciativas como la Ley N.º 20.814, que estableció la obligatoriedad de instalar un posicionador satelital en embarcaciones pesqueras; la Ley N.º 20.295, que crea bonificación para el repoblamiento y cultivo de algas. Luego, en abril de 2016, asumió la vicepresidencia del consejo directivo del Instituto de Fomento Pesquero (IFP).
Paralelamente, trabajó para la campaña de la militante del PPD Carolina Tohá, a la alcaldía de la comuna de Santiago, en las elecciones municipales de 2016.
El 10 de abril de 2017 asumió como subsecretario de Pesca y Acuicultura, luego de que en enero de ese año, su predecesor Raúl Súnico presentó su renuncia al cargo tras la información revelada por el medio Ciper respecto a correos electrónicos enviados por el expresidente de Asipes, Felipe Moncada, a sus directores, que apuntaban a que Súnico habría favorecido al gremio industrial durante su gestión como subsecretario. A esto se sumaron los pagos por un total de $33 millones de pesos que Asipes le depositó a la cónyuge de Súnico entre 2010 y 2013, época en que era asesor del entonces alcalde de Talcahuano.
Tras el fin del gobierno en marzo de 2014, volvió a trabajar como asesor, hasta que en febrero de 2021, se integró a la Asociación de Emprendedores de Chile (Asech), asumiendo como director de políticas públicas, en febrero de 2021.
Paralelamente, se incorporó como jefe de campaña de la precandidatura presidencial de su compañero de partido Alberto Undurraga, en las elecciones internas del PDC de enero de 2021.